# Garfield: Lasagna World Tour
Garfield: Lasagna World Tour är ett tv-spel till Playstation 2 och PC. Spelet är baserat på serien Gustaf.
I spelet kan man vara fotbollsspelare, cowboy m.m. Man har ett uppdrag att resa i Italien, Egypten och Mexiko för att hitta nyckeln till stadens lasagnefabrik.
1. ↑  PCGamingWiki, PCGamingWiki-ID: Garfield:_Lasagna_World_Tour, läst: 12 juni 2024.[källa från Wikidata]